# Juvung
Juvung (nep. जुभुङ) – gaun wikas samiti w zachodniej części Nepalu w strefie Lumbini w dystrykcie Gulmi. Według nepalskiego spisu powszechnego z 2001 roku liczył on 899 gospodarstw domowych i 4417 mieszkańców (2459 kobiet i 1958 mężczyzn).